# 阿魯圖阿環礁
阿魯圖阿環礁（Arutua），又称雅鲁阿图阿环礁（Ngaru-atua），是南太平洋法屬波利尼西亞的環礁，屬於土阿莫土群島和帕利瑟群島，由同名市镇管辖，位於阿帕塔基環礁以西16公里，由51個島嶼組成，長31公里、寬24公里，土地面積14平方公里，潟湖面積484平方公里，2007年人口725。

## 外部連結
- （页面存档备份，存于）
- Names of Atolls
- - （页面存档备份，存于） & History
- Arutua Airport[永久]
- Arutua Atoll FP (EVS Islands) （页面存档备份，存于）
- Shuttle Image ISS014-E-5393 (Astronaut Photography)
- Arutua Atoll FP (Oceandots.com)
- Tuamotu Atolls List (Pacific Image) （页面存档备份，存于）